# Resurrección (novela de Machado de Assis)

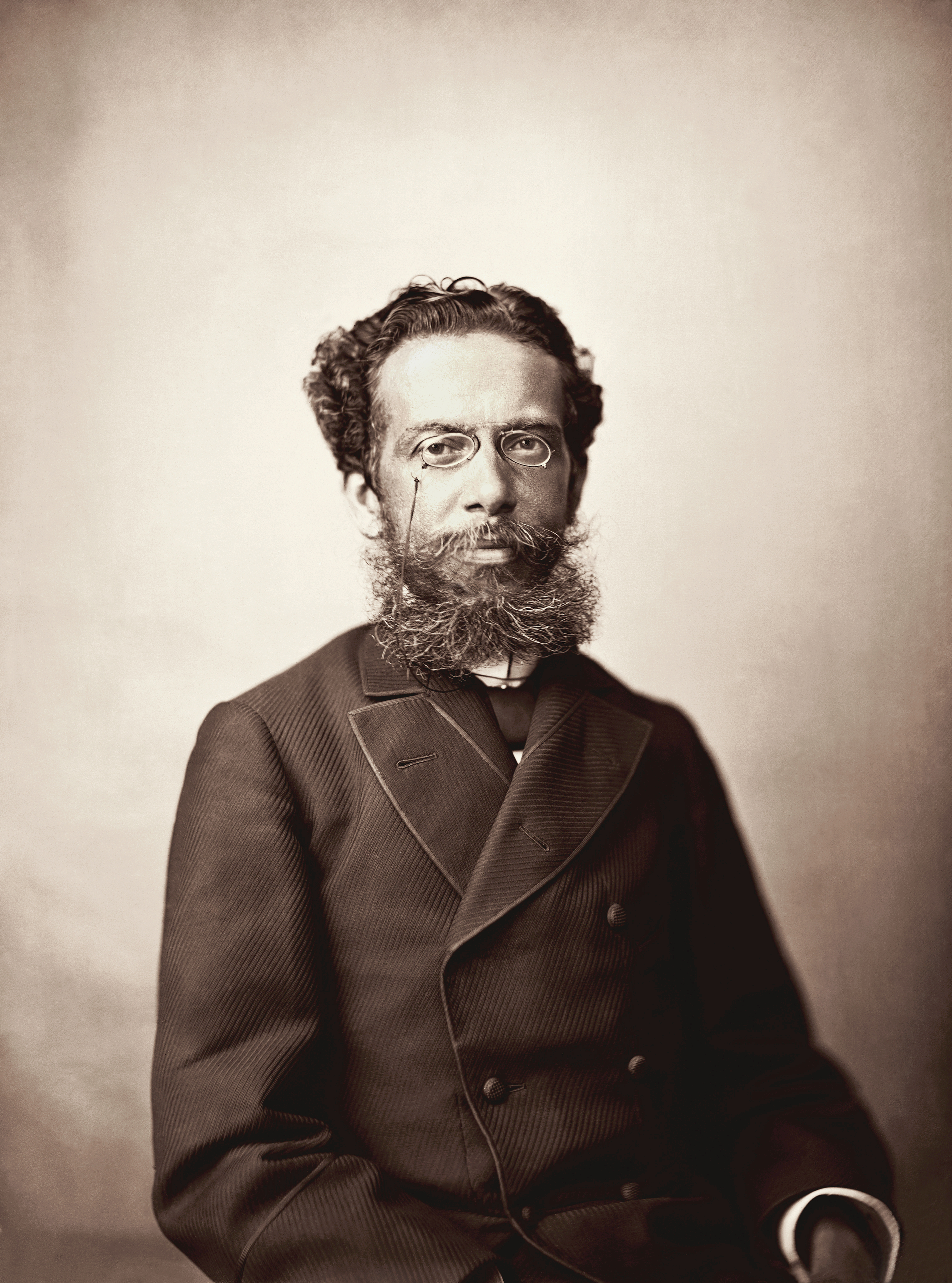
Machado de Assis, foto de 1890

Resurrección es la primera novela de Joaquim Maria Machado de Assis, publicada en 1872. Aunque puede ser considerada como una obra romántica, su romanticismo es contenido, moderado, sin los excesos sentimentales, giros en la trama y final feliz del género romántico; por ello se la identifica como sentimental. Además, también se presenta como novela psicológica «que aunque no es inédito, es raro en novelas sentimentales» donde lo más importante no es la intriga o la acción, «sino estudiar el personaje y su comportamiento». Es el propio Machado de Assis quien en la Advertencia de la primera edición lo deja claro: «No quise hacer una novela de costumbres: intenté el esbozo de una situación y el contraste de dos caracteres; con esos simples elementos busqué el interés del libro». Su idea fue poner en acción el pensamiento de Shakespeare:
Our doubts are traitors, 
And make us lose the good we oft might win, 

By fearing to attempt
«Nuestras dudas son traidoras, y nos hacen perder el bien que podríamos ganar, por miedo a intentarlo».

## Sinopsis
La novela se sitúa en Río de Janeiro, en el siglo XIX. El doctor Félix cambia de amante cada seis meses («mis amores son todos semestrales; duran más que las rosas, duran dos estaciones») y acaba de romper con la última, Cecilia. Viana, su amigo, le presenta a su hermana Livia, una mujer hermosa, viuda desde hace dos años, madre de un niño de cuatro años. Comienzan una relación de amistad, pero al poco tiempo, entre reuniones sociales y bailes, los dos se enamoran. Al principio viven un amor discreto, al margen de la sociedad. Sin embargo, empiezan a tener conflictos debido a los celos y la desconfianza de él. Después de muchas idas y venidas, Félix termina pidiéndole a la viuda que se case con él, pero se fuga en la víspera de la ceremonia debido a una carta anónima con falsas acusaciones contra Livia. Gracias a la intervención de su amigo Meneses, Félix se arrepiente de sus acciones irreflexivas e intenta reconciliarse con ella, pero ahora es Livia quien ya no quiere casarse con el médico, inmaduro e inestable. «Las dudas lo acompañarán donde quiera que nos encontremos, porque las dudas viven eternamente en su corazón.», así se despide Livia de él, diagnosticando el porqué de su relación fallida.
Además de la pareja de protagonistas, el autor muestra una galería de personajes secundarios, cuyas personalidades y características físicas descompone minuciosamente en la novela, como es habitual en sus obras.

## Recepción por la crítica
En la Advertencia de la primera edición, el autor le pide a la crítica « intención benévola, pero expresión franca y justa.». Parece que la crítica se dio cuenta del potencial de novelista de Machado de Assis que en junio de ese año cumplía 33 años de vida. Joaquim Serra, en A Reforma, escribió que «en mucho tiempo no había leído un libro tan bien concebido y terminado con tanto cuidado. Resurrección es una novela que marcará época en nuestra literatura y será para Machado de Assis el comienzo de una carrera triunfante». G. Planche, del Jornal do Comércio, encontró el estilo de Resurrección «fácil y correcto con vivacidad de color, sobriedad de descripciones, personajes bien construidos», aunque señaló que la idea de la novela no era original. La revista de dibujos animados O Mosquito dijo que el novelista debut podría «servir como modelo para algunos espíritus huecos de sentido común y gramática, que escuchan los gritos de los pocos que todavía los leen, con sus invocaciones a la luna, al sol y las estrellas». Carlos Ferreira escribió en Correio do Brasil que «La novela no es una narración simple, es algo que primero debe hablarle al alma, y dejar en ella una impresión de profunda verdad de la tesis que propone desarrollar, y luego aclamarla en alabanza: ¡Qué dulce decir y qué suavidad de pensamiento!». Luís Guimarães Júnior, en un apartado bibliográfico del Diário de Río de Janeiro, opinó: «Resurrección estableció las raíces fundamentales para este joven talentoso y modesto, un poeta exquisito y escritor en serie, de una rara espontaneidad. [...] El doctor Félix, de la novela de Machado de Assis, es un tipo, si no extremadamente posible, al menos admirablemente comprensible».